# АЕЦ „Белене“
АЕЦ „Белене“ е нереализиран проект за атомна електрическа централа (АЕЦ), чиято площадка е определена на 3 km от град Белене и на 11 km от град Свищов.
Замислена е още през 1980-те години, но реализирането ѝ е замразено през 1990 г., а опитите за продължаване на проекта са неуспешни и през 2012 г. проектът е спрян с решение на парламента. През 2013 г. е проведен национален референдум по развитието на ядрената енергетика в България.

## Хронология

### Подготовка
Идеята за изграждането на втора атомна електроцентрала в България започва да се обсъжда още в началото на 70-те години на XX век, преди пускането на първия етап на АЕЦ „Козлодуй“. Предварително са проучени 26 възможни площадки – 15 по река Дунав, 7 на брега на Черно море и 4 на други места в страната, като основен фактор за избора е наличието на източник за технологично водоснабдяване. Площадките по Черноморието са отхвърлени заради неблагоприятния ефект върху туризма, а тази при Ивайловград – по военни съображения. Първоначално за строителството е избрана площадка в местността „Стълпище“ при село Мечка. След подробни проучвания тя е отхвърлена и изборът е сведен до площадки при Батин, Вардим и Белене, като има предложения и за изграждане на допълнителните мощности в Козлодуй. Въпреки усилията на министъра на енергетиката Петър Данаилов централата да бъде разположена по-близо до Русе, след допълнителни проучвания се налага мнението на консултантската фирма „Енергопроект“ и Симеон Русков за строителство при Белене, като основен аргумент са сеизмичните и логистични предимства на площадката. Площадка „Белене“ е утвърдена с Постановление № 9 от 20 март 1981 г. на Министерския съвет.
В края на 1980 г. и началото на 1981 г. „Енергопроект“ изготвя документация за „Инженерно усвояване и подготовка на площадката за строителство“. С Решение № 197 от 31 декември 1981 г. на Бюрото на Министерския съвет отчуждава площадката за изграждане на АЕЦ „Белене“ с площ 270 хектара и я предадава на Министерството на енергетиката, а поетапно през 1982 – 1986 г. тя е предадена на новосъздаденото предприятие „Атомна енергетика – Белене“.
Условията по строителството на АЕЦ „Белене“ са договорени през февруари 1987 г. при посещението на българска правителствена делегация в СССР водена от министър-председателя на НРБ Георги Атанасов и в която влизат зам.-председателят на Министерския съвет на НРБ и председател на българската част на Междуправителствената българо-съветска комисия за икономическо и научно-техническо сътрудничество Кирил Зарев, зам.-председателят на Министерския съвет на НРБ и председател на Съвета по селско и горско стопанство на НРБ (министър на земеделието) Алекси Иванов и министърът на търговията на НРБ Христо Христов. Между правителства на двете страни е подписан българо-съветски протокол за започване на строителството.
На 12 декември 1987 г. община Белене издава разрешение за строеж на централата, а на 12 октомври 1988 г. в Министерство на енергетиката е утвърдена фаза Технически проект за обекта. Проектът е на „Енергопроект“ съвместно с „Атоменергопроект“ – Киев. Той предвижда изграждането на 4 енергоблока по 1000 MW с възможност за увеличаването им до 6.
През следващите години въпросът за строителството на АЕЦ-Белене е обсъждан между НРБ и СССР още два пъти с цел уточняване на позициите на двете страни по всички въпроси: през февруари 1988 г. министъра на външно икономическите връзки на НРБ Андрей Луканов е на посещение в СССР за заседание на Съвета за икономическа взаимопомощ в който е постоянен представител на НРБ в Изпълнителния комитет на СИВ и заедно със зам.-председателя на Министерския съвет на СССР и председател на българо-съветската междуправителствена комисия от съветска страна Алексей Антонов (1912 – 2010) се договарят, че всички икономически аспекти по строителството са окончателно договорени.

### Строителни работи през 80-те години на XX век
Подготовката на строежа започва в началото на 1982 г. с изграждане на пътища за достъп, намивни насипи, противофилтрационни стени, пилоти и временни съоръжения за строителите и изместване на съществуващи напоителни канали и електропроводи.
Първоначално от площадката са изместени общинският път Белене – Свищов с дължина 4 km, напоителни канали с обща дължина 4,45 km и електропроводи на 20 kV, свързващи подстанции „Белене“ и „Свищов“, с дължина 3 km. Отстранена е растителността от 124 ha терени между дигите и основния бряг на Дунав и са изкопани 800 хил. m³ повърхностни хумусни почви, които са използвани за рекултивация на слабопродуктивни земи в района. Подготвени са за разработване две кариери за земна маса и е подготвена земната основа за изграждане на 1200 m връзка до Железопътна линия Свищов – Левски – Троян. Подготовката на площадката включва и най-мащабните провеждани в България насипни работи чрез хидронамив, при които 12 млн. m³ баластра е извлечена от коритото на Дунав, за да се повиши нивото на площадката над околните терени. При този процес е драгиран близкия ръкав на Дунав.
Подготовката на основите на главните корпуси на първите два блока на централата започва с изграждане на 2830 m противофилтрационни стени около котлованите с дълбочина 16 m под естествения терен, както и на система за понижаване на подпочвените води. От площадката са отстранени 500 хил. m³ почва, които са заменени с баластра, уплътнявана по специална технология за достигане на плътност до 2150 kg/m³. За основите на останалите сгради и съоръжения са изпълнени около 7200 набивни пилоти, също рекордни като брой за строежите в България.
Като временни съоръжения, които да бъдат използвани при строителството, са изградени пристанище за инертни материали, миячно-сортировъчна инсталация за баластра, бетонов възел, варово стопанство, складове (включително 16 хил. m² закрити складове за оборудване) и цехове за подготовка на различни конструкции и инсталации и административни и битови сгради. За нуждите на строежа и централата са построени няколко десетки жилищни блока с 1231 апартамента в Белене, 444 в Свищов и 63 в Плевен, като 7 блока в Белене остават незавършени. В Белене са построени детска градина и промишлено-учебен център (по-късно преустроен в болница) и едно от училищата е разширено, а в Плевен е създадено ново средно училище с интернат.
От основните съоръжения частично са изградени реакторното отделение (фундаментната част с 5 технологични етажа и малка част от конструкцията над него, без да е започван херметичният контейнмънт) и машинната зала (фундаментите с част от стоманобетонните стени и част от металната конструкция, която е заготвена, но не е монтирана) на 1-ви блок и земната основа с подложни бетони на 2-ри блок, както и резервните дизелгенераторни станции, спомагателния корпус, основите на спецкорпуса и други съоръжения. През този период на площадката е доставено и около половината оборудване за 1-ви блок, включително ядрения реактор, парогенераторите и парната турбина.
През пролетта на 1990 г., в кулминацията на Дълговата криза от 1987 – 1994 г., правителството спира строителството на АЕЦ „Белене“, след което на площадката се извършват единствено консервационни работи. На няколко пъти през 90-те години е повдиган въпросът за използване на площадката или части от оборудването за други цели, но до реални стъпки за това или за подновяване на строежа не се стига.

### Възобновяване на проекта през 2002 г.
През 2002 г. министър-председателят Симеон Сакскобургготски обявява намерението на правителството да поднови строителството на АЕЦ „Белене“. На 12 декември Министерският съвет отменя решението от 1991 г. за прекратяване на строежа и започва нови проучвания за изграждане на атомна електроцентрала, за което е създаден специален Консултативен съвет, просъществувал до 2005 г. Принципно решение за подновяване на строежа е взето през април 2004 г., когато за тази цел е създадено специално звено в Националната електрическа компания (НЕК). По това време в печата се появяват анонимни обвинения за подкупи на министър-председателя от канадската фирма AECL, потенциален изпълнител на проекта, които остават без последствия.
През следващите месеци правителството одобрява оценка за въздействието върху околната среда и технико-икономически анализ, а на 8 април 2005 г. взима решение за подновяване на проекта. Веднага след това НЕК започва процедура за избор на инженерингов изпълнител на проекта, която на 30 октомври 2006 г. е спечелена от руската „Атомстройекспорт“. С това започва подготовката на нов идеен проект за централата, а окончателният договор на стойност 4 млрд. евро (с клауза за индексация с инфлацията) е подписан на 18 януари 2008 г. в присъствието на българския и руския президени Георги Първанов и Владимир Путин. Основни подизпълнители на „Атомстройекспорт“ са френската „Areva“ и германската „Siemens“, а около 30% от дейностите по проекта са планирани за български подизпълнители. През юли Министерството на регионалното развитие и благоустройството издава разрешение за строеж на централата.
Още на 31 юли 2008 г. „Атомстройекспорт“ започва работа по разрушаване на съоръжения и разчистване на площадката, а на 3 септември министър-председателят Сергей Станишев прави официална първа копка на обекта. Срокът за построяването на първия блок съгласно графика е 6,5 години, а на втория – 7,5 години при отчитане на специфичните срокове за лицензиране съгласно българското законодателство. Най-продължителните дейности са свързани с проектиране и доставка на оборудването (58 месеца), както и самото строителство и монтаж (51 месеца). Към онзи момент се очаква първи блок на централата да бъде пуснат в експлоатация през 2013, а втори – през 2014 г. До края на г.та разрушителните дейности са приключени, като са премахнати 52 хил. m³ стоманобетонни конструкции и 5 хил. t метал и са изкопани 24 хил. m³ материали.
Макар работите по обекта да започват дни след издаването на строително разрешение, въпросът с финансирането на проекта остава отворен. През юли 2007 г. НЕК започва процедура за избор на инвеститор, който да придобие 49% от акциите на централата при 15-годишна гаранция за изкупуване от НЕК на произведената електроенергия. На 3 октомври 2008 г. за инвеститор е избрана германската „RWE“. В средата на 2009 г. новият министър-председател Бойко Борисов прави скептични изказвания за бъдещето на проекта, а в края на септември инвеститорът „RWE“ се оттегля заради неуреденото финансиране, неясния договор с главния изпълнител и ефектите от Световната финансова криза.
След оттеглянето на „RWE“ строителните работи на обекта са спрени. Инвестираните до този момент средства след подновяването им през предишната г. са 430 млн. евро. Българският енергиен холдинг, който след създаването си поема управлението на проекта от НЕК, обявява, че ще търси нов инвеститор. Същевременно той се съгласява „Атомстройекспорт“ да продължи работа по поръчаните съоръжения за собствена сметка срещу бъдещо обезщетение с дялове от централата.
На 19 февруари 2010 г. Българският енергиен холдинг стартира процедура за избор на консултант за търсенето на нов ивнеститор и на 18 април 2011 г. е сключен договор с банката HSBC. На 11 юли 2011 г. НЕК и „Атомстройекспорт“ подписват Допълнение № 13, с което се удължава срокът на действие на Споразумението от 2006 г. до 30 септември 2011 г. На 16 август изтича срокът, даден от НЕК ЕАД на руската компания ЗАО „Атомстройекспорт“ (ЗАО АСЕ) да оттегли иска си срещу българската електрическа компания. На 30 септември 2011 г. НЕК и „Атомстройекспорт“ подписват Допълнение № 14, с което се удължава срокът на действие на Споразумението от 2006 г. до 31 март 2012 г.
След Аварията на АЕЦ Фукушима I от 11 март 2011 г. в Европейския съюз се извършва преоценка на безопасността на всички ядрени централи в експлоатация и в процес на строителство с одобрен проект. Независимо че проектът АЕЦ „Белене“ още няма одобрен проект, Агенцията за ядрено регулиране изисква проектът също да бъде подложен на стрес-тестовете в рамките на лицензионната процедура за одобряване на техническия проект.
На 6 октомври 2011 г. НЕК внася иск срещу „Атомстройекспорт“ в арбитражния съд в Париж, като мястото на арбитража е Женева, за суми, дължими по Рамков договор № 77 – 402/71300 от 28 ноември 2007 г. и Допълненията към него в размер на над € 61 000 000.
На 28 март 2012 г. XLI народно събрание потвърждава взетото преди това решение на правителството на ГЕРБ за спирането на проекта. В подкрепа на спирането гласуват партиите ГЕРБ и Синята коалиция, против – БСП и Атака (с един въздържал се), а ДПС не участва в гласуването.

### След второто спиране
През 2012 г. звеното за противодействие на финансовите и данъчни измами на Софийската градска прокуратура започва производство за престъпления и вреди в особено големи размери, а през март 2015 г. е получено постановление на Прокуратурата, че производството е прекратено заради липса на престъпление.
Решението на Арбитражния съд в Женева, което е оповестено през лятото на 2016 г., постановява Република България да изплати изработеното дотогава оборудване на изпълнителя „Атомстройекспорт“: около 601 млн. €. Българският министър-председател Бойко Борисов очертава три сценария във връзка със съдбата на оборудването: то да бъде продадено на друга страна, като усилено се говори за Иран; да се приватизира проектът; правителството да продължи изпълнението на проекта, което означава данъкоплатците да поемат разходите.
На 22 юли 2016 г. става ясно, че Прокуратурата е подновила разследването за злоупотреби при проекта за втора АЕЦ. Това съобщава министърът на енергетиката Теменужка Петкова по време на петъчния парламентарен контрол в отговор на питане на депутатите Мартин Димитров и Петър Славов (ПГ на РБ).

## Технология
Изграждането на АЕЦ „Белене“ включва два блока с мощност 1000 MW по проект А92 от трето поколение. Разработен от водещи проектантски и инженерни организации въз основа на натрупаните знания и опит в проектирането, изграждането и експлоатацията на АЕЦ с реактори ВВЕР, проектът А-92 е лицензиран от регулиращите органи в страната-производител и отговаря на съвременните национални изисквания по безопасност, както и на препоръките на МААЕ, изискванията на международната консултативна група INSAG (International Nuclear Safety Group – група за международна ядрена безопасност) и др.
Проектът за АЕЦ Белене принадлежи към трето поколение на най-често използваните ядрени реактори по света – реактори с вода под налягане. Това е еволюционен проект, който използва най-доброто от натрупания десетилетен опит в проектирането и експлоатацията на леководни реактори и го съчетава с най-съвременни технически решения и уникални нововъведения. В реакторната установка на проекта за АЕЦ „Белене“ се използва реактор с вода под налягане с четири циркулационни кръга. Номиналната топлинна мощност е 3010 MW, а нетната полезна мощност – 1011 MW. Процесът на презареждане на горивото трае 14 дни, а плановият годишен ремонт е редуциран и трае между 20 и 50 дни в зависимост от обема на текущите ремонтни дейности.
Проектът за АЕЦ Белене е оптимално съчетание на няколко характеристики – повишена икономическа ефективност на производството, скъсени срокове за изграждане и реализация, конкурентни цени на електроенергията и дълъг проектен ресурс, като при това безопасността и грижата за хората и околната среда остават висш приоритет.
Системите за безопасност са проектирани така, че да устоят на откази, включително по обща причина, и да са в състояние да изпълнят функциите си при загуба на електрозахранване.
За тази цел се реализират следните изисквания:
- Всяка система за безопасност има няколко канала, като всеки от тях е в състояние изцяло да изпълни възложената му функция за безопасност;
- Броят на каналите (четири) е така определен, че да може да се удовлетворят съвременните критерии за прилагане на принципа на единичен отказ, а конфигурацията им е реализирана по начин, който осигурява тяхната защита от едновременен отказ по обща причина;
- Всяка защитна система за безопасност се състои от активна и пасивна част, като всяка една от тях е в състояние да изпълни възложената ѝ функция по безопасност;
- Управляващите системи за безопасност са проектирани като се изхожда от условието, че отказът в системата предизвиква действия, насочени към осигуряване на безопасността;
- За предпазване от операторски грешки се използват автоматични системи, които предизвикват защитни действия и блокират управляващите действия на оператора, ако те нарушават изпълнението на функциите за безопасност;
- Активните системи за безопасност се захранват с електроенергия от независими източници (дизел-електрически генератори), реализирани в съответствие с изискванията към осигуряващите системи за безопасност.

Световният опит при експлоатацията на ядрени централа показва, че най-ефективните съвременни системи за безопасност се основават на максимално намаляване на зависимостта от човешка намеса, като възможността за противодействие на грешките на оператора се залага още в конструкцията на реактора. Основните преимущества на проекта А 92 спрямо съществуващите проекти на АЕЦ с реактори ВВЕР от предходното поколение (У-87) се състоят в това, че основните функции на безопасността се изпълняват независимо една от друга от две различни по принцип на работа системи. Пасивните системи за безопасност практически работят без външно захранване и не изискват намеса на оператора. Активните системи за безопасност са двойно резервирани, което значително намалява вероятността за неоткрити откази. По-конкретно, уникалното ниво на безопасност се постига чрез:
- осигуряване на бързо прекратяване на ядрената реакция в активната зона благодарение на действието на две напълно независими една от друга системи за въздействие върху реактивността;
- резервирано осигуряване на всички функции на безопасност както с активни, така и с пасивни системи за безопасност, които не изискват намеса на оператора и подаване на електрозахранване, включително пасивна система за отвеждане на остатъчното топлоотделяне и пасивна филтрираща система;
- използване за локализация на продуктите от авария на специална конструкция на защитното ограждение, което включва първичен контейнмънт от предварително напрегнат бетон и херметична метална обшивка, вторична железобетонна конструкция и монолитна външна строителна конструкция, разчетена на широк диапазон външни и вътрешни събития.

Като специфична черта на реактор от трето поколение, А 92 предвижда и специален уловител за разтопената активна зона за случаи на тежки аварии. По този начин се предотвратява възможността за нарушаване целостта на херметичната обвивка и попадане на силно радиоактивна маса в околната среда. Разтопената активна зона ще бъде задържана и охладена от вливащата се на гравитационен принцип в уловителя вода, като водоизточниците за целта се намират в самата сграда на реактора и са достъпни даже при пълно източване на централата. Тази система е снабдена с оригинални технически решения без аналог в световната практика и позволява АЕЦ Белене да се справи дори с най-тежката възможна авария, с вероятност за възникване не по-често от един път на сто хиляди години. Благодарение на тази система вероятността от изтичане на радиоактивност извън границите на централата е не по-голяма от веднъж на един милион години.
При избрания проект за АЕЦ Белене ядреното гориво се използва по-ефективно в сравнение с леководните реактори от второ поколение. Това позволява с 25% по-малко количество гориво да се произведе 20% повече електроенергия. В същото време постигнатата голяма дълбочина на изгаряне на горивото води до намаляване с 50% на годишното количество отработило ядрено гориво.
За образуващите се в процеса на работа на централата ядрени отпадъци е предвидено плазмено изгаряне на твърдите отпадъци и разделно третиране на течните отпадъци в зависимост от активността им. Очаква се общото количество на кондиционираните отпадъци да бъде по-малко от 50 m3 годишно за един блок.
Подизпълнители на оборудването, което трябва да предостави руската „Атомстройекспорт“, са немската „Siemens“ и френската „Areva“.

## Позиции на политически партии и политици
След смяната на ръководството на БСП през 2016 г., когато за председател е избрана Корнелия Нинова, БСП започва отново да настоява за изграждането на „Белене“. Според Драгомир Стойнев АЕЦ трябва да се построи, за да може България да има в бъдеще енергийна независимост.

ПП „Зелените“ се обявяват срещу изграждането на АЕЦ „Белене“:
| „                                                                    | Тези данни показват, че нямаме нужда от нови гигантски мощности и икономическият смисъл на един нов блок, независимо дали в Белене или Козлодуй, е повече от съмнителен. Всъщност, смисъл би имало предимно за строителите на централата, за техните контрагенти и за личностите, стоящи на входа и изхода на българо-руските енергийни отношения. Нова голяма базова мощност означава замразяване на конкуренцията на пазара на електроенергия за десетилетия напред, като държавата ще загуби основанието си да търси и стимулира енергийната ефективност и чистата и безопасна енергетика. | “ |
| Становище на „Зелените“, цитирано от mediapool.bg, 11 август 2016 г. | |   |